# 인간 실격 (영화)
인간 실격(일본어: 人間失格)은 2010년의 일본 영화이다.

## 개요
다자이 오사무의 탄생 100주년을 기념해 2009년 5월 아라토 겐지로 감독이 실사 영화화를 발표했다. 크랭크인은 동년 7월. 2010년 2월 20일 일본 내 전국 주요 영화관에서 개봉되었다.

## 출연진
- 이쿠타 토마
- 이세야 유스케
- 테라시마 시노부
- 이시하라 사토미
- 코이케 에이코
- 사카이 마키
- 무로이 시게루
- 이시바시 렌지
- 오가타 칸타
- 모리타 고
- 마로 아카지
- 에자와 모에코
- 오오쿠스 미치요
- 미타 요시코

## 스탭
- 감독: 아라토 겐지로
- 각본: 우라사와 요시오, 스즈키 무네나리
- 촬영: 오크하라 요시유키
- 미술: 이마무라 츠토무
- 음악: 나카지마 노부유키
- 의상 디자인: 미야모토 마사에
- 기획/제작 총지휘: 카도카와 츠구히코
- 배급·제작: 카도카와 영화

## 이후
이후 동명의 영화 인간 실격(No Longer Human, 人間失格　太宰治と３人の女たち, 2019) 이 2019년 니나가와 미카 감독을 통해 만들어지기도 했다. 그러나 인간실격(2019)은 소설에 관한 내용이 아니라 다자이 오사무의 일생에 관한 내용이다. 